# Hyposemansis singha
Hyposemansis singha là một loài bướm đêm trong họ Erebidae.

## Hình ảnh

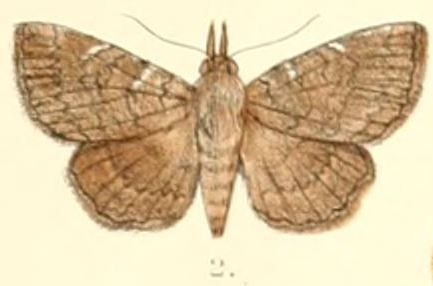